# Marmolejo (Jaén)
Pour l’article homonyme, voir Marmolejo.
Marmolejo est une commune située dans la province de Jaén de la communauté autonome d'Andalousie en Espagne.

## Administration
| Période                                  | Période | Identité                   | Étiquette | Qualité |
| ---------------------------------------- | ------- | -------------------------- | --------- | ------- |
| 2011                                     | 2015    | Bartolomé Soriano González | N/A       |         |
| 2015                                     | 2019    | Manuel Lozano Garrido      | PSOE      |         |
| Les données manquantes sont à compléter. |         |                            |           |         |